# TRPM8
瞬态感受器阳离子电压通道，子分类 M，成员 8（TRPM8），是一种存在于人类身上的蛋白质，由TRPM8基因所编码，它又被称为冷及薄荷醇感受器1（CMR1）。

## 功能
TRPM8是一种离子通道，在活化时它允许钠离子、钾离子、铯离子和钙离子进入细胞内，这导致细胞的去极化以及产生一个动作电位，并最终将导致生物感受到冷的感觉。
在感觉神经元上会表达这种TRPM8蛋白，该蛋白会被温度降低，或者诸如薄荷醇、依色林(冰素)等冷感剂激活。对于TRPM8来说，WS-12和CPS-369是最具选择性的激动剂。
此外，在前列腺、肺、膀胱等处的细胞上也表达TRPM8蛋白，但其功能和作用并不是十分了解。

## 临床意义
传统意义上，冷敷是一种常见的对外伤引起的疼痛的缓解方法，然而长期以来人們對这种鎮痛作用的机理并没有清晰的认识，直到TRPM8蛋白被发现。
有研究发现TRPM8会被如薄荷醇的冷感剂所激活，也可以在周围环境温度低于大约26°C时被激活，这表明它是导致传入神经中的初级感觉神经元能感受到冷刺激的原因 。
另有独立的研究发现，缺乏TRPM8基因的老鼠对于感知冷有严重的障碍。这些动物也很明显地缺乏许多与冷感出发的相关能力，包括对低温、化学冷感、损伤导致冷敏感以及冷敷镇痛等能力。它们对于深入观察和冷刺激及疼痛刺激有关的化学分子信号路径，提供了非常大的帮助。许多大学和医药公司的研究小组正在积极地寻找与TRPM8有选择性的配体，以用于生产新一代的末梢神经疾病镇痛药。有趣的是，低浓度的TRPM8激动剂如薄荷醇及冰素等，在特定情况下可以起到镇痛作用。然而在健康志愿者身上的实验表明，在高浓度剂量的情况下会导致冷致痛感及机械痛感。
对剔除TRPM8的实验鼠的研究，不仅仅表明TRPM8对于冷感是至关重要的，还发现TRPM8在老鼠神经痛感模型中，对于冷致痛感及机械痛感同样是重要的。此外，近期的研究表明，TRPM8的拮抗剂能在神经及内脏疼痛模型中，有效地反转已经建立起来的痛感。
膀胱疼痛综合征和TRPM8基因在膀胱组织上的过度表达是有关联的。此外，许多前列腺癌细胞株也有TRPM8基因过度表达的情况。对此，树突时代（Dendreon）和基因工程科技股份有限公司正在致力研究一种TRPM8激动剂致前列腺癌细胞凋亡的方法。

## 引用
1. ↑  Clapham DE, Julius D, Montell C, Schultz G. . Pharmacological reviews. December 2005, 57 (4): 427–50. PMID 16382100. doi:10.1124/pr.57.4.6.
2. ↑  Sherkheli M.A.;  et al. . FEBS Journal. 2007, 274 (s1): 232. doi:10.1111/j.0014-2956.2007.05861_4.x.
3. ↑  Sherkheli M.A., G G, Ak VE, Jf D, H H. . Pak J Pharm Sci. October 2008, 21 (4): 370–8  [2011-06-15]. PMID 18930858. （原始内容存档于2011-10-05）.
4. ↑  Bautista DM, Siemens J, Glazer JM, Tsuruda PR, Basbaum AI, Stucky CL, Jordt SE, Julius D. . Nature. 2007, 448 (7150): 204–208. PMID 17538622. doi:10.1038/nature05910.
5. ↑  Daniels RL, McKemy DD. . Mol Pain. 2007, 3 (1): 23. PMC 1988789 . PMID 17705869. doi:10.1186/1744-8069-3-23.
6. ↑  Proudfoot CJ, Garry EM, Cottrell DF, Rosie R, Anderson H, Robertson DC, Fleetwood-Walker SM, Mitchell R. . Current biology : CB. August 2006, 16 (16): 1591–605. PMID 16920620. doi:10.1016/j.cub.2006.07.061.
7. ↑  Wasner G, Schattschneider J, Binder A, Baron R. . Brain : a journal of neurology. May 2004, 127 (Pt 5): 1159–71. PMID 14985268. doi:10.1093/brain/awh134.
8. ↑  Colburn RW, Lubin ML, Stone DJ Jr, Wang Y, Lawrence D, D'Andrea MR, Brandt MR, Liu Y, Flores CM, Qin N. . Neuron. May 2007, 54 (3): 379–86. PMID 17481392. doi:10.1016/j.neuron.2007.04.017.
9. ↑  Lashinger ES, Steiginga MS, Hieble JP, Leon LA, Gardner SD, Nagilla R, Davenport EA, Hoffman BE, Laping NJ, Su X. . American journal of physiology. Renal physiology. September 2008, 295 (3): F803–10. PMID 18562636. doi:10.1152/ajprenal.90269.2008.
10. ↑  Mukerji G, Yiangou Y, Corcoran SL, Selmer IS, Smith GD, Benham CD, Bountra C, Agarwal SK, Anand P. . BMC urology. 2006, 6: 6. PMC 1420318 . PMID 16519806. doi:10.1186/1471-2490-6-6.
11. ↑  . Dendreon Corporation. 2005-09-21  [2008-10-31]. （原始内容存档于2008-10-28）.

## 深入阅读
- Clapham DE, Julius D, Montell C, Schultz G. . Pharmacol. Rev. 2006, 57 (4): 427–50. PMID 16382100. doi:10.1124/pr.57.4.6.
- Voets T, Owsianik G, Nilius B. . Handb Exp Pharmacol. 2007, 179 (179): 329–44. PMID 17217067. doi:10.1007/978-3-540-34891-7_20.